# Gaylord (Oregon)
Gaylord az Amerikai Egyesült Államok északnyugati részén, Oregon állam Coos megyéjében, az Oregon Route 542 mentén elhelyezkedő önkormányzat nélküli település.
Nevének eredete ismeretlen. A posta 1927 körül nyílt meg és 1958-ban zárt be. A Southern Pacific Railroad vasútállomása 1916-tól működött.
Ralph Friedman szerint Gaylord „semmi más, csak egy név”.

## Fordítás
- Ez a szócikk részben vagy egészben  a   Gaylord, Oregon című angol Wikipédia-szócikk ezen változatának fordításán alapul.  Az eredeti cikk szerkesztőit annak laptörténete sorolja fel. Ez a jelzés csupán a megfogalmazás eredetét és a szerzői jogokat jelzi, nem szolgál a cikkben szereplő információk forrásmegjelöléseként.